# Лантз, Эрик
Эрик Лантз (швед. Erik Lantz) — барабанщик шведской панк-рок группы Neverstore.
Родился 23 мая 1986 г. в городе Сёдерхамн, сейчас живёт в Стокгольме.
Во время учёбы в музыкальном университете в Нючёпинге познакомился с Якобом Виденом и Оскаром Кемпе. Эрик практически незамедлительно присоединился к Neverstore и по сей день остаётся незаменимым её участником.